# Солдатская синагога (Харьков)
Солдатская синагога (также Мещанская синагога, иногда молитвенный дом Бураса, официально: 2-я еврейская молельня) — первая синагога открытая в Харькове, ныне не существующая.

## История
Синагога была основана в первой трети XIX века отставными солдатами-кантонистами на улице Мищанской (современный адрес — Гражданская улица, 19). Права собственности были оформлены на купца Слонима. 1885 эти права перешли к купцу Юлия Файнберга, а в 1908 — к другому знаменитому купцу филантроп, предпринимателя и табачного магната Пейсаха Бураса. Бурас известен созданием в городе Общества милосердия бедным евреям. После его смерти в 1914 году его наследники передали права на синагогу местной еврейской общине. Была духовным еврейским центром города.
При советской власти синагоги страдали, все ценное из них изымалось государством. В марте/апреле 1922 года был совершен рейд по харьковским синагогам, включая и Солдатскую. Согласно имущественной переписи харьковской губернской комиссии по изъятию, в еврейских молитвенных домах содержалось более 150 свитков Торы, при этом только в одной Солдатской синагоге их было более 30.
Во время Второй мировой войны синагога стала местом трагедии. В Харькове местом Холокоста стал Дробицкий Яр, где зимой 1941—1942 годов было уничтожено около 20 тысяч евреев. Улица Гражданская стала местом сбора людей перед отправкой в гетто, так как здесь была местная ячейка еврейской жизни, здесь у людей забирали пожитки и фильтровали. Тех, кто не мог сам идти пешком, чтобы добраться до гетто — в бараки станкостроительного завода на окраине города — заперли в Солдатской синагоге — единственной на тот момент действующей в Харькове синагоге. В декабре 1941 года от холода и голода в нём погибли около 400 евреев — детей, калек и стариков.
После войны никакие религиозные службы в синагоге не совершались. Постепенно местность была занята предприятием «Электротерм», от постройки старой синагоги остался только фундамент и часть фасада первого этажа, на котором были открыты две памятные доски.
Ныне по адресу Гражданская, 19 расположено построенное в 2019 году новое многофункциональное здание офисного типа, остатки старой кирпичной кладки разобраны, кроме небольшого фрагмента. Одна из двух памятных плит, находившихся на остатках здания, расположена на новом фасаде.

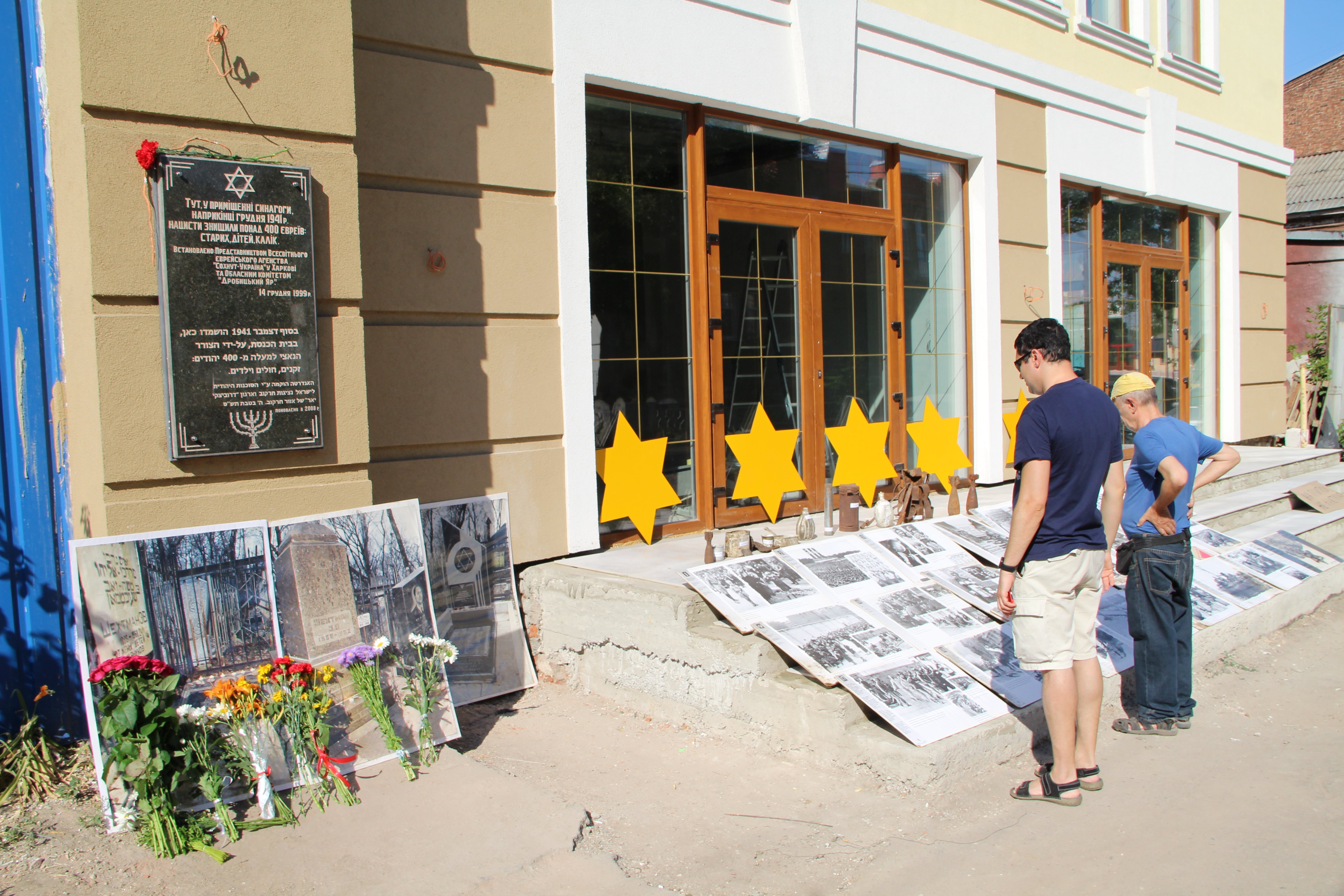
Церемония памяти на ступенях нового здания, где была старая синагога
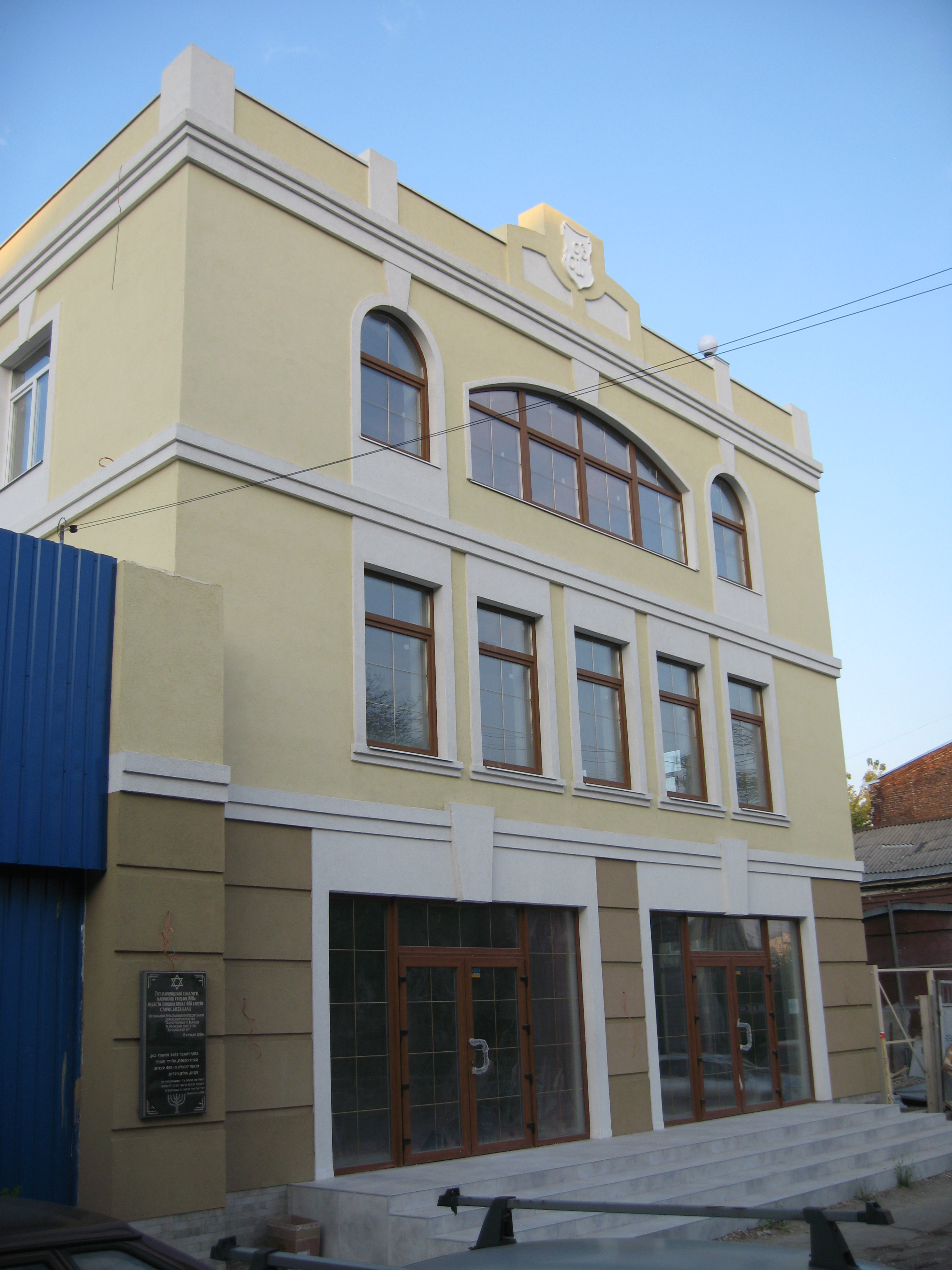
Новое здание по харьковскому адресу ул. Гражданская, 19
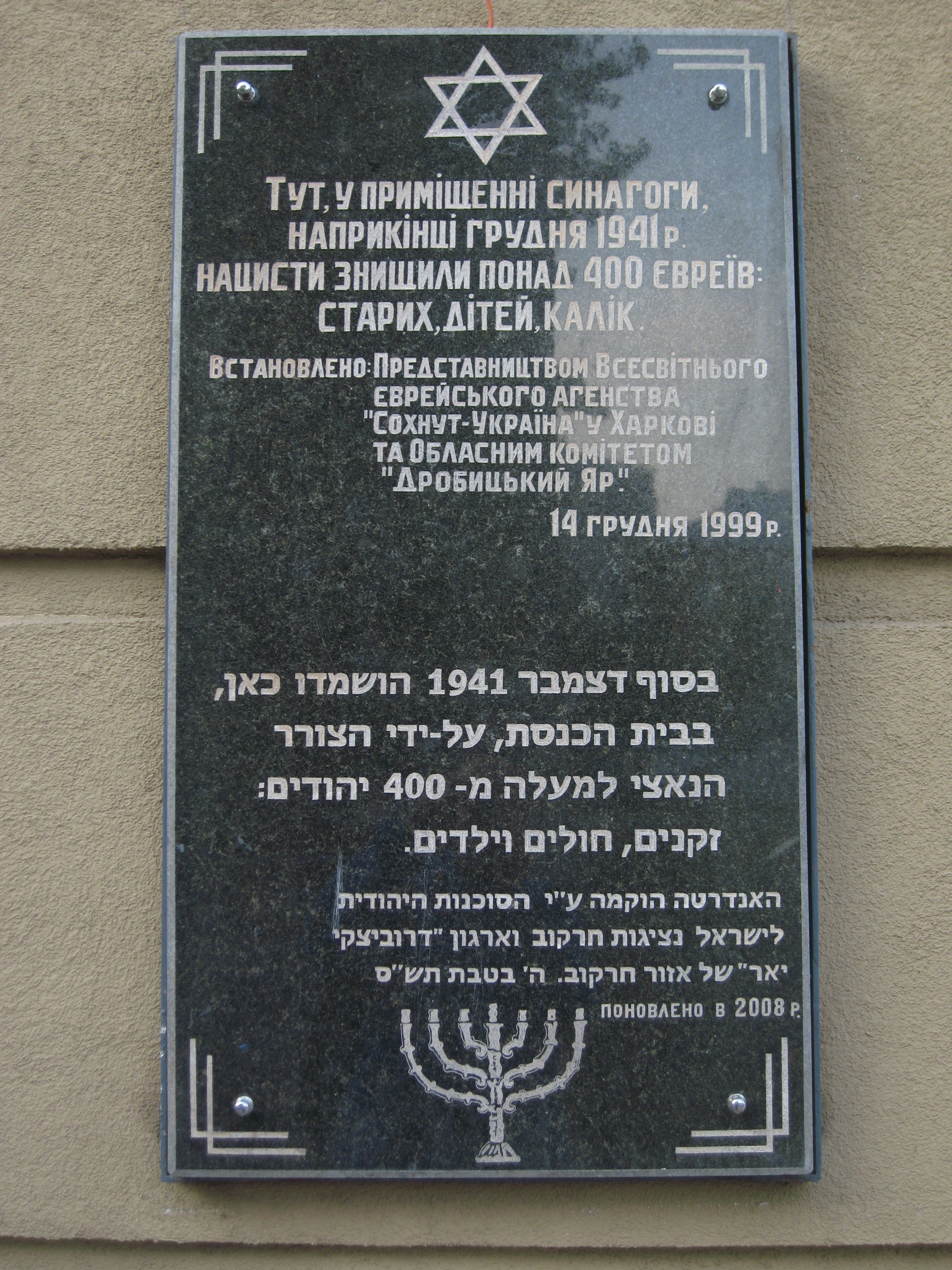
Памятная доска о трагедии во времена 2СВ на этом месте